# Шахани, Кумар
Кумар Шахани (хинди कुमार साहनी; 7 декабря 1940, Ларкана, Синд, Британская Индия — 24 февраля 2024, Калькутта) — индийский кинорежиссёр
 и сценарист, работавший в жанре параллельного кино. Его работы получали Filmfare Award за лучший фильм по мнению критиков в 1972, 1990 и 1991 годах.

## Биография
Родился 7 декабря 1940 года в Ларкане, Синд. После раздела Индии его семья переехала в Бомбей.
Шахани изучал политологию и историю в Бомбейском университете, а затем поступил на курс написания сценариев и режиссуры в Институт кино и телевидения в Пуне, где на его мировоззрение большое влияние оказали режиссёр Ритвик Гхатак и историк-марксист Д. Д. Косамби. Получив стипендию от французского правительства, Шахани продолжил обучение в Институте кинематографии (IDHEC) в Париже, застав студенческие волнения мая 1968 года. Во время учёбы он получил возможность стать помощником режиссёра на съёмках фильма «Кроткая» (1969) Робера Брессона.
После возвращения из Франции Шахани снял свой первый полнометражный фильм «Волшебное зеркало» (1972), основанный на рассказе Нирмала Вермы. Действие фильма разворачивалось на севере Индии сразу после обретения независимости, через призму опыта молодой женщины показывая неразрешенные противоречия между правящим классом и рабочими. Картина получила Filmfare Award за лучший фильм по мнению критиков и Национальную кинопремию за лучший фильм на хинди. Фильм был признан прорывом в европейских и американских кругах. Реакция же в Индии была в основном негативной, так Сатьяджит Рай написал рецензию, в которой хотя похвалил усилия Шахани, но подверг резкой критике изображение беспокойства главной героини.
После негативной реакции на первый фильм режиссёр не мог обеспечить финансирование своего следующего в течение почти двенадцати лет и использовал это время для изучения эпической традиции в Индии. В 1984 году он, наконец выпустил «Волну», рассказывающую историю семьи промышленников и рабочих, на принадлежащей им фабрике. Фильм изображал классовую борьбу на нескольких уровнях и имел впечатляющий звездный состав — Амол Палекар, Смита Патиль, Шрирам Лагу, Гириш Карнад и Ом Пури. За работу над фильмом Шахани был удостоен специального упоминания на церемонии Национальной кинопремии.
Его следующий фильм Khayal Gatha (досл.: «Сага о хаял», 1989) рассказывал об истории хаял, основной формы индуистской классической музыки, в абстрактном формате. Кинолента известна своей визуальной поэзией и разнообразной мифологией. Режиссёр вновь получил премию Filmfare, а также стал обладателем приза ФИПРЕССИ на кинофестивале в Роттердаме. В 1991 году Шахани выпустил сразу два фильма. Первый из них — Bhavantarana — документальное повествование о жизни легендарного исполнителя одисси Келучарана Мохапатры, был отмечен Национальной кинопремией как лучший биографический фильм. Второй — «Городок» — был основан на чеховском «В овраге» и стал третьим фильмом Шахани, который был удостоен кинопремии Filmfare.
В 1997 году режиссёр снял Char Adhyay, основанный на одноименном рассказе Рабиндраната Тагора и показавший  интеллектуальную и политическую жизнь Бенгалии в 1930-х и 1940-х годов. Тремя годами позже он закончил документальный Bamboo Flute, посвященный центральной роли этого музыкального инструмента в индийской традиции. Помимо съёмок полнометражных и короткометражных фильмов Шахани преподавал и читал лекции в киношколах, а также писал статьи. Его книга «The Shock of Desire and other essays» содержит пятьдесят одно эссе о современной культурной истории.
Из-за нехватки денежных средств многие из его амбициозных идей не смогли воплотиться в жизнь.
Среди его незаконченных работ: фантастический фильм по книге британского психоаналитика Уилфреда Биона «Memoir of the Future», адаптация «Анны Карениной» и биографический фильм об Амрите Шер-Гил. Режиссёр также годами безуспешно работал над The Cotton Project, в котором он надеялся исследовать материальную природу хлопка и его культурную ценность.
Шахани скончался в Калькутте 24 февраля 2024 года в возрасте 83 лет.